# Abornicano
Abornicano (en euskera y oficialmente Abornikano) es un concejo del municipio de Urcabustaiz, en la provincia de Álava, País Vasco (España).

## Despoblado
Forma parte del concejo el despoblado de:
- Padura.[1]

## Historia
Perteneció al señorío de los Condes de Ayala, adscribiéndose eclesiásticamente, en el arciprestazgo de Cigoitia de la Diócesis de Vitoria, dependiente esta de la Archidiócesis de Burgos, si bien anteriormente perteneció a la vicaría de Orduña, que formaba parte de la Diócesis de Calahorra. En 1800 la ferrería que trabajaba servida por el agua del río Bayas, producía mil quintales de hierro anuales, mientras que sus entonces 24 vecinos cogían anualmente 712 fanegas de cereales.
A mediados del siglo XIX, el lugar contaba con una población censada de 102 habitantes. La localidad aparece descrita en el primer volumen del Diccionario geográfico-estadístico-histórico de España y sus posesiones de Ultramar de Pascual Madoz de la siguiente manera:

ABORNICANO: l. en la prov. de Alava (4 leg. á Vitoria), de la vicaría de Orduña (2 1/2) y ayunt. de Urcabustaiz (1/2), con alc. p. Sit. á la der. del r. Bayas, en el declive y falda de una elevada y frondosa sierra; el clima es sano. Dividido en los barrios alto y bajo con edificios de muy mediana fachada, resalta la hermosa y cómoda casa-palacio de los condes de Ayala (ant. señores del pueblo.). La igl. parr. (S. Clemente) está servida por un cura nombrado por el conv. de religiosas domínicas de Quejana. El térm. confina al N. con los de Guillerna y Larrazqueta, al E. con el de Domaiquia, por S. con los de Andoya y Anda, y al O. con los de Belunza é Izarra; dentro del cual, y á unos 300 pasos de la igl., se observan vestigios del cast. de los referidos condes. El terreno, aunque pedregoso, es de buena calidad, y sus prados y montes proporcionan escelente pasto; pero escasean los árboles desde que desaparecieron los que en crecido número existian antes de la guerra de la Independencia: varias fuentes de cristalinas pero, en lo general de salitrosas y sulfúreas aguas, contribuyen á enriquecer el indicado r. Bayas, que en su curso al N., da impulso á una ferr. y á un molino harinero. Los caminos son locales bastante bien cuidados: prod. trigo, maiz, avena, algunas legumbres y muchas patatas: cria ganado vacuno, cabrío y de cerda: las minas y canteras no se benefician; si bien la ind. ferrera produce hierro de varias clases como son azadonil, cuadradillo, cuchillero, llantas y algunas sartenes, y ella es la que sostiene el escaso comercio de que es susceptible esta pobl. de 14 vec. y 102 alm. (V. Urcabustaiz: ayunt.)
(Madoz, 1845, pp. 59-60)

Décadas después, ya en el siglo XX, se describe de la siguiente manera en el tomo de la Geografía general del País Vasco-Navarro dedicado a Álava y escrito por Vicente Vera y López:

Abornícano.—Lugar de 26 viviendas; la población es de 126 almas de hecho y 123 de derecho. Dista de la cabecera del municipio 2,150 metros. Se halla situado á la derecha del río Bayas. Limita, al N., con Guillerna; al S., con Andagoya; al E., con Domaiquia, y al O., con Belunza é Izarra. Su parroquia es de categoría rural de segunda clase, está dedicada á San Clemente y pertenece al arciprestazgo de Ayala. Antes dependía del convento de religiosas de Quejana, que la nombraban el capellán. La escuela pública es de categoría incompleta y su población escolar se calcula en 31 niños y niñas. Pertenece al vecindario el aprovechamiento de los montes comunales de Arona, de 22 hectáreas, y Montegrande, de 102, plantados de hayas. Hay en el lugar dos fábricas de harina.
(Vera y López, 1915-1921, pp. 606-607)

## Demografía
| Gráfica de evolución demográfica de Abornicano entre 2000 y 2017 |
|                                                                  |
| Población de derecho según los censos de población del INE.      |

## Monumentos
- Iglesia de San Clemente. De moderna construcción, se erigió sobre un templo anterior, ubicándose entre los dos barrios de Abornicano.
- Palacio de los Condes de Ayala.
- La Fábrica, donde se asentó una ferrería y un molino.

## Personajes célebres
- Zigor Enbeita. Bertsolari, dos veces vencedor del Campeonato de Álava de Bertsolaris (en 2003 y 2006).

## Fiestas
El concejo celebra sus fiestas en septiembre.